# 44 Водолея
44 Водолея (лат. 44 Aquarii, HD 211434) — одиночная звезда в созвездии Водолея на расстоянии приблизительно 336 световых лет (около 103 парсеков) от Солнца. Видимая звёздная величина звезды — +5,751m. Возраст звезды оценивается как около 537 млн лет.

## Характеристики
44 Водолея — жёлтый или оранжевый гигант спектрального класса G8/K0III или G6III. Масса — около 2,53 солнечных, радиус — около 9,14 солнечных, светимость — около 53,169 солнечных. Эффективная температура — около 5082 К.